# Saint-Urbain-Maconcourt
Saint-Urbain-Maconcourt – miejscowość i gmina we Francji, w regionie Grand Est, w departamencie Górna Marna.
Według danych na rok 1990 gminę zamieszkiwało 707 osób, a gęstość zaludnienia wynosiła 27 osób/km².

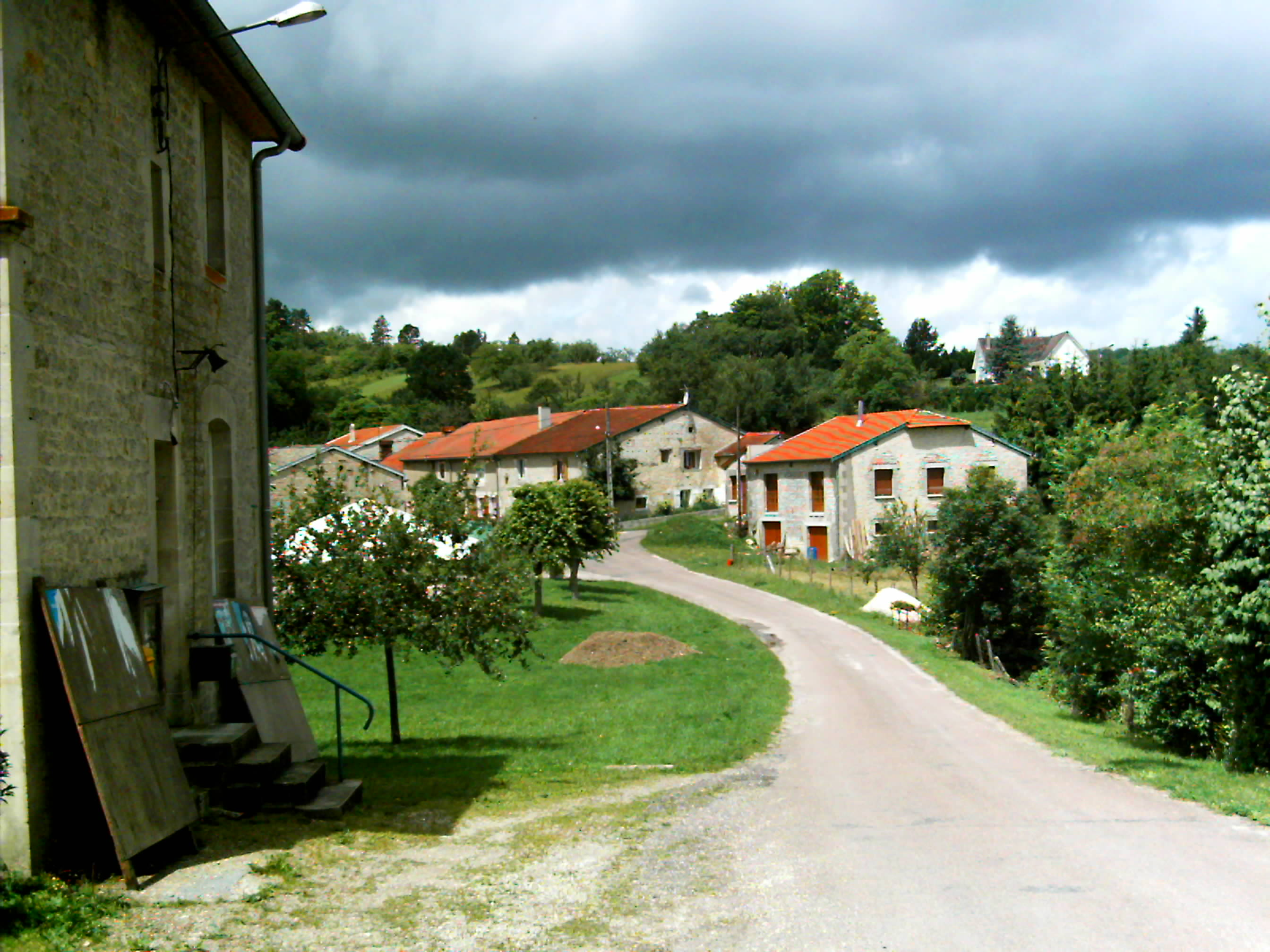
Maconcourt, 2007